# Casa de la Història Europea
La Casa de la Història Europea és una iniciativa del Parlament Europeu. Institució cultural i museu, pretén utilitzar tots els mitjans possibles per fomentar un millor coneixement de la història i la integració europees. Per fer-ho comptarà amb un exposició permanent i amb exposicions temporals i itinerants, una col·lecció d'objectes i documents representatius de la història d'Europa, programes educatius i actes i publicacions culturals, així com abundant material en línia. Inicialment, l'obertura era prevista el 2014, però el projecte va ser molt endarrerit i s'anuncia l'obertura per fi 2016.
A causa del seu programa, i de la seva ubicació a Brussel·les, aquest projecte compta amb la participació d'altres institucions de la Unió Europea, la Regió de Brussel·les-Capital i la ciutat de Brussel·les.

## Projecte
La idea de crear una Casa de la Història Europea la va proposar Hans-Gert Pöttering el 13 de febrer del 2007, en el seu discurs inaugural com a President del Parlament Europeu. Un dels principals objectius del projecte seria «aprofundir els coneixements que posseeixen els europeus de totes les generacions sobre la seva pròpia història i, així, contribuir a una millor comprensió de l'evolució present i futura d'Europa». A l'octubre de 2008, un comitè tècnic dirigit pel professor Hans Walter Hütter, director de la Casa de la Història de la República Federal d'Alemanya, va presentar un informe titulat «Fonaments conceptuals per a una Casa de la Història Europea», on s'exposava la idea general i el contingut del projecte i s'esbossava la seva arquitectura institucional.
El juny de 2009, la Taula del Parlament va decidir destinar al futur museu l'edifici de l'antiga clínica dental Eastman, i al juliol va convocar un concurs especialitzat en el que més de cent trenta equips d'arquitectes professionals van manifestar el seu interès.Les propostes preseleccionades van elaborar projectes en regla, rebent finançament per fer-ho. El 31 de març de 2011 es va encomanar la renovació i ampliació de l'edifici a l'equip guanyador, Chaix & Morel i Socis (França), Arquitectes JSWD (Alemanya) i TPF (Bèlgica). A fi de preparar el contingut de les exposicions i l'estructura de la futura institució es va constituir en la Direcció General de Comunicació del Parlament Europeu un equip interdisciplinari de professionals, dirigit per la historiadora i conservadora Taja Vovk van Gaal, que compta amb el suport d'un comitè científic presidit per Włodzimierz Borodziej.
Certs van criticar la idea mateixa, en retreure que hi ha moltes versions de la història d'Europa, altres el van fer pel seu cost elevat. Uns parlementaris europeus van retreure la manca de participació ciutadana en la preparació del projecte al qual només la mesa del Parlament Europeu va participar. Els euroescèptics la van rebatejar «Casa de la vanitat europea». Al maig del 2013 l'artista belga Thomas Bellinck va crear un museu fictiu «Casa de la història d'Europea en exil», una exposició de ciència-ficció situada l'any 2060, que descriu el que va passar l'any 2018, «després de l'ocàs de la Unió Europea, victima del populisme i de l'austeritat». Del punt de vista arquitectural, quatre associacions d'urbanistes i de protecció del patrimoni van recriminar que el projecte és desmesurat, i que no respecta l'edifici llistat d'Eastmann, en omplir el pati que era una zona verda protegida. Troben que els serveis d'urbanisme de la ciutat de Brussel·les són massa dòcils en acordar derogacions als reglaments urbanístics, quan és l'administració europea que ho exigeix.

## Característiques de l'edifici
L'edifici Eastman està ubicat a Brussel·les en la Belliardstraat-Rue Belliard sobre l'Espai Léopold que és un conjunt classificat com a patrimoni, encara que l'edifici en si mateix no l'ho és. El 1933, la Fundació Eastman va encomanar a l'arquitecte suís Michel Polak, conegut pel seu estil art deco i en particular pel famós edifici Résidence Palace de Brussel·les, que dissenyés el nou edifici. Inaugurat el 1935, originàriament va ser una clínica dental per a nens desfavorits i ha estat objecte de diversos usos des d'aleshores. L'edifici de formigó armat està construït sobre 421 puntals.
La primera planta compta amb una escalinata d'accés exterior i un ampli vestíbul d'una alçada de sostre d'aproximadament cinc metres en la part central. A l'antiga sala d'espera per a nens n'hi ha també un conjunt de pintures murals de Camille Barthélémy que representen les Faules de La Fontaine.
Els promotors de la Casa de la Història Europea han posat en marxa la iniciativa per implementar a l'edifici un museu de 4000 m² aproximadament, amb al voltant de 3000 m² d'exposició permanent, 600 m² d'exposicions temporals i la resta per a botiga, oficines, restaurant, etc. El projecte cerca l'alta qualitat ambiental de la construcció i l'aplicació dels principis del desenvolupament sostenible.

## Execució i gestió del projecte
Posat en marxa a iniciativa del Parlament Europeu, la Casa de la Història Europea se serveix de diverses estructures per a la seva execució institucional. El Consell de Patronat, presidit per l'ex President del Parlament Europeu, Hans-Gert Pöttering, és un consell plural format per personalitats polítiques, on convergeixen diverses institucions europees i els poders públics de Brussel·les. Hi són representades les principals conviccions polítiques i els principals òrgans del Parlament Europeu. La seva funció és supervisar la gestió general del projecte.
El Consell Acadèmic, presidit per l'historiador Włodzimierz Borodziej i constituït per altres historiadors i professionals de museus de reputació internacional, exerceix un paper consultiu sobre qüestions històriques i museogràfiques. L'equip acadèmic, dirigit per la historiadora i conservadora Taja Vovk van Gaal,s'encarrega de preparar les exposicions i de definir l'estructura del futur museu.